# 이집트학

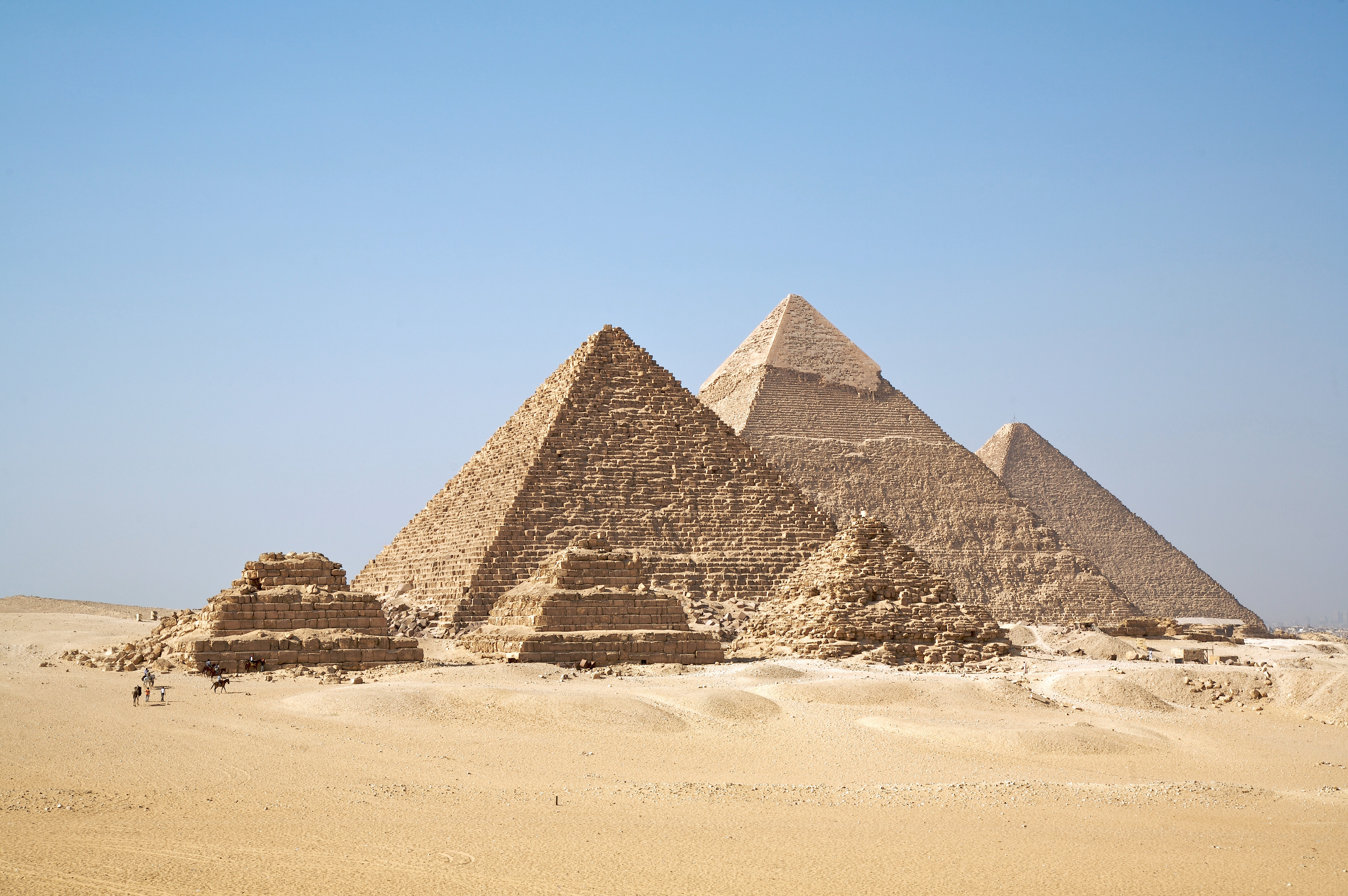
피라미드

이집트학( - 學, 아랍어: علم المصريات, 영어: Egyptology)은 고고학의 일종으로, 고대 이집트의 언어, 역사, 문화 등을 종합적으로 연구하는 학문이다. 아시리아를 주되게 연구하는 아시리아학과 함께 고대 오리엔트 연구의 대표적인 분야이다.
고대 이집트는 세계에서 가장 오래된 문명 중 하나로, 고대 역사가들도 이에 대한 관심이 높았다. 헤로도토스의 경우 자신의 저서인 《역사》의 한 부분을 할애하여 고대 이집트에 대한 최초의 종합적인 연구를 하였다.
근대 이후 이집트학은 나폴레옹의 이집트 원정 뒤에 본격화되었다. 원정 기간 동안 로제타석이 발견되어 이집트 신성문자의 해독이 가능해지면서, 이집트학은 점차 전문적인 학문으로 자리잡는다. 당시 나폴레옹과 동행한 학자들은 자신들의 연구를 종합하여 《이집트 안내기》(Description de l'Égypte)를 남겼으며, 이후에도 레프시우스, 마리에트 등의 연구와 고고학적 발굴 작업이 계속되었다. 1858년 이집트박물관의 개관은 이집트학의 발전에 큰 영향을 남겼다.
이집트 지역의 풍부한 고고학적 자료와 이를 잘 보존해준 건조한 기후, 아직도 많이 남은 미발굴 지역 등의 존재로 인해 이집트학은 여전히 활발하게 발전하는 분야이다.

## 헤로도토스의 연구
헤로도토스는 자신의 저서의 한 부분을 할애하여 고대 이집트에 대한 최초의 종합적인 연구를 하였다. 그는 직접 이집트를 여행하여 이집트의 문화, 언어, 풍습 등을 자세히 기록하였으며, 고대 이집트의 역사에 대한 개략적인 설명도 덧붙였다. 하지만 헤로도토스의 연구는 명백한 자료에 기반한 것만 담은 것이 아니라, 야사나 풍설 등도 담았다. 또한, 고대 이집트의 역사에 대해서도 이집트 제4왕조의 사실과 비교적 최근의 사실을 혼동하는 듯 엄밀함은 떨어진다.

## 같이 보기
- 한국학
- 일본학
- 독일학
- 인도학
- 중국학